# Oppius (heuvel)

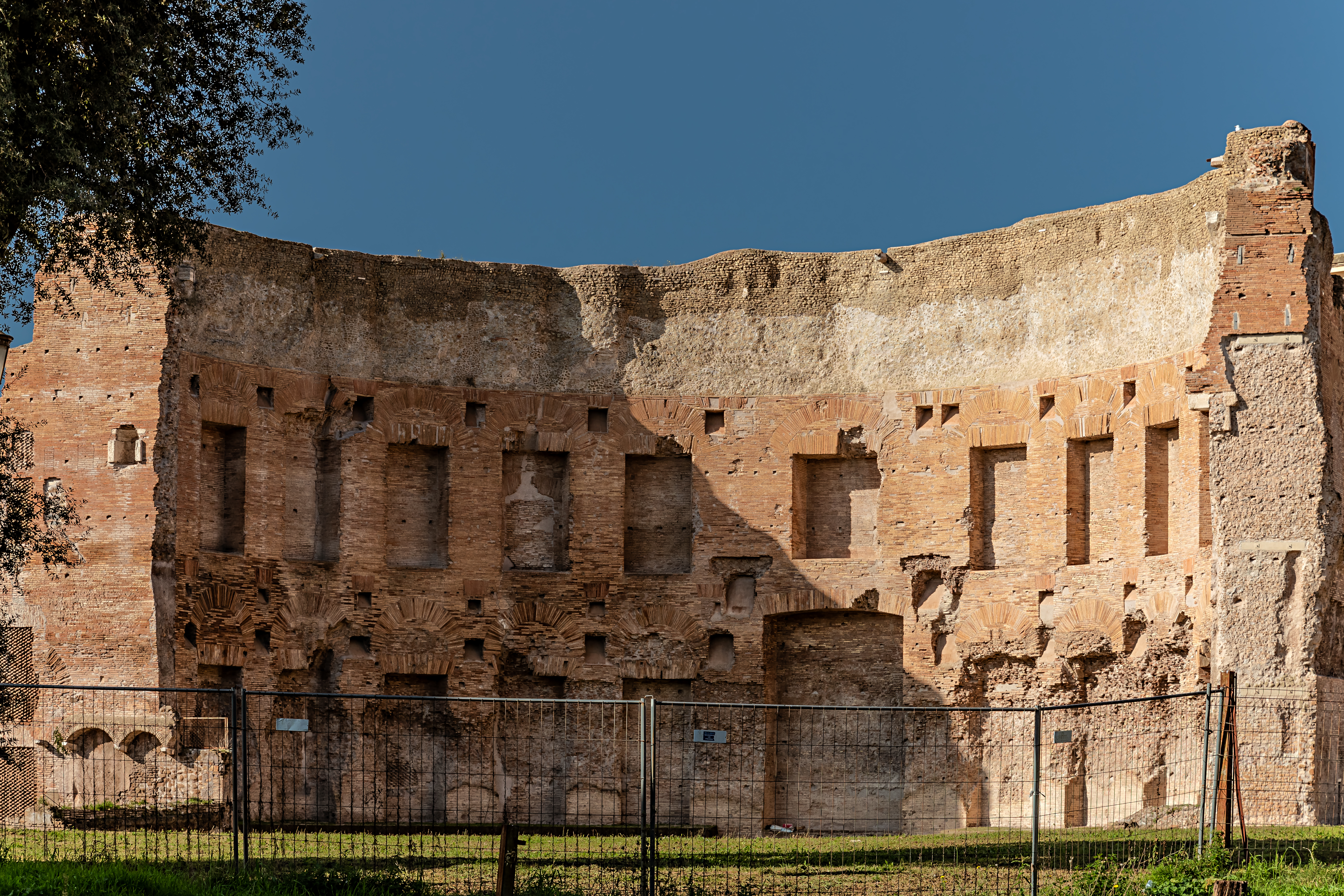
Restanten van de Thermen van Trajanus op de Oppius

De Oppius is een heuveltop in het centrum van Rome.
Het is geen zelfstandige heuvel, maar een zuidelijke uitloper van de grote Esquilijn. De Oppius was een van de heuvels waar in de oudheid het Septimontium, het zevenheuvelenfeest, werd gevierd. Omdat het geen echte heuvel is, behoort de Oppius niet tot de zeven oorspronkelijke heuvels, waarop de stad zou zijn gesticht.
De Romeinse historicus Varro dacht dat de naam Oppius afkomstig was van een burger van de stad Tusculum, die de Romeinen te hulp schoot bij het beleg van Veii onder koning Tullus Hostilius. De werkelijke etymologische herkomst van de naam is onduidelijk.
In de eerste eeuw liet keizer Nero zijn grote paleis Domus Aurea deels op de Oppius bouwen. Nadat dit bouwwerk enige jaren later alweer was afgebroken, liet keizer Titus een openbaar thermencomplex op de restanten bouwen. Aan het begin van de tweede eeuw bouwde de beroemde architect Apollodorus van Damascus iets noordelijker de grote Thermen van Trajanus.
Tegenwoordig vormt de Oppius met zijn ruïnes een openbaar park.